# James 98cc-modellen
De James 98cc-modellen vormen de laatste serie lichte motorfietsen die het Britse merk James voor de Tweede Wereldoorlog produceerde en die ook de basis vormde voor de herstart van de productie na de oorlog.

## Voorgeschiedenis
In de jaren dertig van de 20e eeuw was James uit Birmingham steeds meer afgestapt van de productie van dure en zware motorfietsen en overgeschakeld naar modellen van 350-, 250-, 200-, 175-, 150- en 125 cc, veelal met inbouwmotoren van tweetakt-specialist Villiers in Wolverhampton.

## 98cc-modellen

### Modelaanduiding
De modelnummers J17 en K17 waren het gevolg van de modelaanduidingen die James in 1929 had ingevoerd. Elk productiejaar kreeg zijn eigen letter. In 1929 was dat de "A", in 1930 de "B" enz. Toen de 98cc-modellen in 1938 verschenen was de letter "J" aan de beurt. Het getal 17 volgde op de James 150cc-modellen J15 Utility Lightweight en J16 De Luxe Lightweight. Opmerkelijk genoeg werden voor de 125cc-modellen dezelfde aanduidingen gebruikt, waardoor de toevoeging "98 cc" nodig was om onderscheid te maken met het James Model J17 Ultra Lightweight 125 cc

### 1938: Model J17 Ultra Lightweight 98 cc en Model J18
Het Model J17 Ultra Lightweight 98 cc was een eenvoudig, licht en goedkoop motorfietsje voor woon-werkverkeer dat vrijwel identiek was aan het 125cc-Model J17 Ultra Lightweight 125 cc.Het had een 98cc-Villiers Twin Port-motortje met staande cilinder, 16:1-mengsmering, een vliegwielmagneet en drie versnellingen. Het frame was samengesteld uit geschroefde buizen, maar de webb-type voorvork was van plaatstaal. De machine had een 9 liter-tank en 4 inch trommelremen. De tank was zwart met gouden biezen. Tot de standaarduitrusting behoorden een middenbok, een enkel Terry-zweefzadel, een grote gereedschapskast met boordgereedschap, een vetspuitje en een bandenpompje. Het Model J18 was een autocycle, een bromfietstype dat door een aantal merken werd gebouwd en dat door zijn lage instap ook bruikbaar was als damesmodel en voor geestelijken met hun soutanes. Om de lage instap mogelijk te maken was hier het Villiers Junior Deluxe-motortje met liggende cilinder toegepast. Het model had twee framebuizen die vanaf het balhoofd naar beneden liepen en waar de kleine 5 liter tank tussen geplaatst was. Het had een achterwielstandaard, waardoor het ook stilstaand kon worden aangefietst. Het had een bagagedrager met gereedschapskastje, boordgereedschap, een knijpclaxon en een bandenpompje. 

### 1939: Model K17 98 cc en Model K18
Het Model K17 98 cc had een grotere tank ten opzichte van het Model J17: 10 liter, en de tank was zwart met zilverkleurige flanken en gouden biezen. Het kreeg een nieuwe verlichtingsset met groot- en dimlicht en een achterlicht. Dit waren dezelfde wijzigingen als bij het 125cc-model. Het Model K18 was weer een autocycle, vergelijkbaar met het Model J18.

### 1940: Model L18 en Model L20
Dit waren allebei autocycles. Het Model L18 kende ten opzichte van het Model K18 enkele wijzigingen. De verlichting was uitgebreid met een parkeerlicht met een droge batterij. De dubbele plaatkoppeling draaide in olie. Het Model L20 was een meer conventionele autocycle omdat de benzinetank veel langer was en 6 liter bevatte. Ook dit model kreeg een parkeerlicht en was zwart met gouden biezen. Het had ook een Smith's snelheidsmeter en metalen beschermingskappen om het motorblokje.  
Dit waren de enige modellen die James in 1940 produceerde. Pas in 1943 verscheen het militaire model Military Lightweight en in 1946 werd de productie hervat met de autocycles. 

### 1946-1949: Autocycle Deluxe
In 1946 breidde James de productie voorzichtig uit met de "Autocycle Deluxe". Ondanks de aanduiding "Deluxe" was de machine nog niet erg luxe. Er was weliswaar een ongedempte girder-voorvork toegepast, maar geen achtervering en ze moest worden aangefietst, maar er was wel een koppeling toegepast om te voorkomen dat de motor bij elke stop zou afslaan. De eerste versies hadden mogelijk zelfs nog een starre fietsvoorvork. De eerste modellen waren nog zwart met zilverkleurige tankpanelen. De velgen waren zwart met zilveren strepen. In 1946 werden de velgen zilverkleurig. De laatste versie was bordeauxrood met zilverkleurige tankpanelen. Vanaf het balhoofd waren nu beenschilden annex beschermplaten aangebracht die rondom het motorblok liepen. De productie werd in 1949 beëindigd.

### 1950-1953: Autocycle Superlux
In 1950 waren de Autocycles allang niet meer de enige modellen van James. Men had de productie uitgebreid met de 98cc-Comet en de 125cc-Cadet, maar er kwam ook een verbeterde versie van de Autocycle, de Autocycle Superlux. Ook deze machine was bordeauxrood, maar het model was moderner met meer ronde vormen (vooral de tank) en meer plaatwerk rondom het motorblok. Ook werd er een andere motor gebruikt, de Villiers Mk 2F. De productie werd in 1953, toen James inmiddels ook was overgenomen door Associated Motor Cycles, beëindigd.

## James Comet-serie

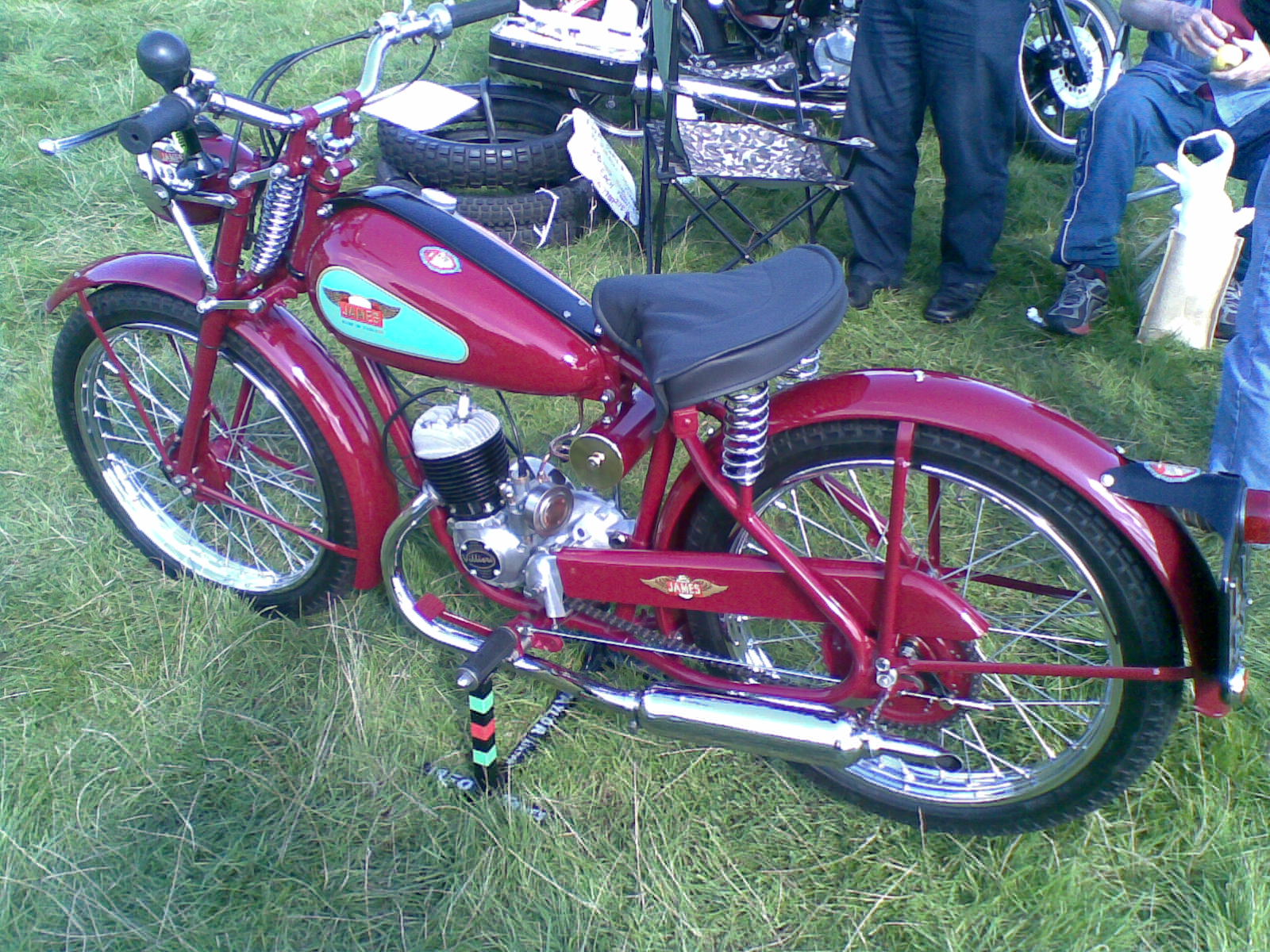
James Comet Standard uit 1952

### 1F en 1F Deluxe
In 1949 verscheen een licht toermotorfietsje met eveneens een 98cc-Villiers-blokje, maar met een meer conventionele staande cilinder, de Villiers Mk 1F, waarnaar de typenaam ook verwees. De naam "Comet" werd in dat jaar nog niet gebruikt. De James 1F was het standaardmodel met 19 inch wielen en twee versnellingen. De 1F Deluxe was vrijwel identiek, maar had een verchroomd "James"-logo op de voorste punt van het voorspatbord. Bovendien waren er meer chroomdelen: bij de 1F het stuur, de versnellingspook, de uitlaat, de achterlichtbevestiging en de koplamprand, bij de 1F Deluxe ook een strip op de tank, de lichtschakelaar en de elektrische claxon. De machines hadden een eenvoudige, ongedempte girdervoorvork en geen achtervering. 

### Comet Standard en Comet Deluxe
In 1950 veranderde de typenaam in "Comet". De Comet Standard kreeg nu 21 inch velgen, de Deluxe behield de 19 inch velgen. De Standard kreeg dynamoverlichting die bij stilstaande motor uitviel, de Deluxe kreeg accuverlichting. Het tanklogo was tamelijk spectaculair en moest waarschijnlijk de jeugd aanspreken: Een grote ster met een komeetstaart in fel geel en rood. Onder deze namen liep de productie tot en met 1952, toen de machine een blauw, druppelvormig paneel op de tankflanken kreeg.

### Commodore J4
In november 1950 werd de James Commodore J4 geïntroduceerd, maar de productie begon pas in 1951 en eindigde in 1953. In feite betrof het een Comet, die voorzien was van beenschilden om de rijder tegen weer en wind te beschermen. Ze had nog een girdervoorvork en geen achtervering. 

### Comet J10 Standard en Comet J3 Deluxe
In 1953, met de komst van de Comet J10 Standard en Comet J3 Deluxe, verdwenen de blauwe tankpanelen weer. De Standard behield nog de Villiers Mk 1F-motor, maar de Comet J3 Deluxe kreeg de nieuwere Mk 4F-motor. 

### Comet J11
In navolging van de 125cc-James Cadet J5 (én concurrent BSA Bantam) kreeg de Comet J11 uit 1954 plunjervering achter en een telescoopvork aan de voorkant. 

### Comet L1
De Comet L11 uit 1956 deelde zijn frame met de James Cadet L15, waarbij de achtervering nu feitelijk een monovering was geworden, met een centrale veer binnen in het achterspatbord en een swingarm. In dat jaar had de machine nog de tweeversnellings Villiers Mk4F-motor met handschakeling, maar vanaf 1957 konden klanten ook kiezen voor de Villiers Mk 6F met voetschakeling. In beide jaren was de hoofdkleur bordeauxrood met een dubbele gouden bies op de tank. In 1958 bleef de hoofdkleur bordeauxrood, maar met tankflanken in Tropical Grey en gouden biezen. In 1961 werd de hoofdkleur Stromboli Red met de bovenkant van de tank in Tropical Grey met gouden biezen. In 1963 werd het Arden Green met een witte bies op de tankflanken. De productie eindigde in 1964. 

## Technische gegevens
| James Model            | J17 Ultra Lightweight 98 cc         | J18                                  | K17 98 cc                           | K18                                  | L18                                  | L20                                  | Autocycle Deluxe                     | Autocycle Superlux                   |
| ---------------------- | ----------------------------------- | ------------------------------------ | ----------------------------------- | ------------------------------------ | ------------------------------------ | ------------------------------------ | ------------------------------------ | ------------------------------------ |
| Periode                | 1938                                | 1938                                 | 1939                                | 1939                                 | 1940                                 | 1940                                 | 1946-1949                            | 1950-1953                            |
| Categorie              | Toermodel                           | Autocycle                            | Toermodel                           | Autocycle                            | Autocycle                            | Autocycle                            | Autocycle                            | Autocycle                            |
| Motortype              | Tweetakt                            | Tweetakt                             | Tweetakt                            | Tweetakt                             | Tweetakt                             | Tweetakt                             | Tweetakt                             | Tweetakt                             |
| Bouwwijze              | Dwarsgeplaatste staande eencilinder | Dwarsgeplaatste liggende eencilinder | Dwarsgeplaatste staande eencilinder | Dwarsgeplaatste liggende eencilinder | Dwarsgeplaatste liggende eencilinder | Dwarsgeplaatste liggende eencilinder | Dwarsgeplaatste liggende eencilinder | Dwarsgeplaatste liggende eencilinder |
| Boring                 | 50 mm                               | 50 mm                                | 50 mm                               | 50 mm                                | 50 mm                                | 50 mm                                | 50 mm                                | 47 mm                                |
| Slag                   | 50 mm                               | 50 mm                                | 50 mm                               | 50 mm                                | 50 mm                                | 50 mm                                | 50 mm                                | 57 mm                                |
| Cilinderinhoud         | 98,2 cc                             | 98,2 cc                              | 98,2 cc                             | 98,2 cc                              | 98,2 cc                              | 98,2 cc                              | 98,2 cc                              | 98,9 cc                              |
| Carburateur(s)         | Villiers single lever               | Villiers single lever                | Villiers single lever               | Villiers single lever                | Villiers single lever                | Villiers single lever                | Villiers single lever                | Villiers single lever                |
| Smeersysteem           | Mengsmering                         | Mengsmering                          | Mengsmering                         | Mengsmering                          | Mengsmering                          | Mengsmering                          | Mengsmering                          | Mengsmering                          |
| Primaire aandrijving   | Ketting                             | Geen                                 | Ketting                             | Geen                                 | Geen                                 | Geen                                 | Geen                                 | Geen                                 |
| Koppeling              | Onbekend                            | Dubbele droge plaat                  | Onbekend                            | Dubbele droge plaat                  | Dubbele natte plaat                  | Dubbele natte plaat                  | Dubbele natte plaat                  | Dubbele natte plaat                  |
| Versnellingen          | 3                                   | 1                                    | 3                                   | 1                                    | 1                                    | 1                                    | 1                                    | 1                                    |
| Secundaire aandrijving | Ketting                             | Ketting                              | Ketting                             | Ketting                              | Ketting                              | Ketting                              | Ketting                              | Ketting                              |
| Rijwielgedeelte        | Geschroefd buisframe                | Verstevigd fietsframe                | Geschroefd buisframe                | Verstevigd fietsframe                | Verstevigd fietsframe                | Verstevigd fietsframe                | Verstevigd fietsframe                | Verstevigd fietsframe                |
| Voorvork               | Plaatstalen webbvork                | Fietsvork                            | Plaatstalen webbvork                | Fietsvork                            | Fietsvork                            | Fietsvork                            | Girder                               | Girder                               |
| Achtervork             | Star                                | Star                                 | Star                                | Star                                 | Star                                 |                                      |                                      |                                      |
| Remmen                 | Trommelremmen                       | Trommelremmen                        | Trommelremmen                       | Trommelremmen                        | Trommelremmen                        | Trommelremmen                        | Trommelremmen                        | Trommelremmen                        |
| Tankinhoud             | 9 liter                             | 5 liter                              | 9 liter                             | 5 liter                              | 5 liter                              | 6 liter                              | 6 liter                              | 6 liter                              |

## Technische gegevens Comet-serie
| James                  | 1F                                                 | 1F Deluxe                                          | Comet Standard                                     | Comet Deluxe                                       | Commodore J4                                       | Comet J10 Standard                                 | Comet J3 Deluxe                                    | Comet J11                                          | Comet L1                                           |           |
| ---------------------- | -------------------------------------------------- | -------------------------------------------------- | -------------------------------------------------- | -------------------------------------------------- | -------------------------------------------------- | -------------------------------------------------- | -------------------------------------------------- | -------------------------------------------------- | -------------------------------------------------- | --------- |
| Periode                | 1949                                               | 1949                                               | 1950-1952                                          | 1950-1952                                          | 1951-1953                                          | 1953                                               | 1953                                               | 1954-1955                                          | 1956-1964                                          | 1956-1964 |
| Categorie              | Toermodel                                          | Toermodel                                          | Toermodel                                          | Toermodel                                          | Toermodel                                          | Toermodel                                          | Toermodel                                          | Toermodel                                          | Toermodel                                          |           |
| Motor                  | Villiers Mk 1F                                     | Villiers Mk 1F                                     | Villiers Mk 1F                                     | Villiers Mk 1F                                     | Villiers Mk 1F                                     | Villiers Mk 4F                                     | Villiers Mk 4F                                     | Villiers Mk 4F                                     | Villiers Mk 4F of Villiers Mk 6F (naar keuze)      |           |
| Motortype              | Tweetakt                                           | Tweetakt                                           | Tweetakt                                           | Tweetakt                                           | Tweetakt                                           | Tweetakt                                           | Tweetakt                                           | Tweetakt                                           | Tweetakt                                           |           |
| Bouwwijze              | Luchtgekoelde, dwarsgeplaatste staande eencilinder | Luchtgekoelde, dwarsgeplaatste staande eencilinder | Luchtgekoelde, dwarsgeplaatste staande eencilinder | Luchtgekoelde, dwarsgeplaatste staande eencilinder | Luchtgekoelde, dwarsgeplaatste staande eencilinder | Luchtgekoelde, dwarsgeplaatste staande eencilinder | Luchtgekoelde, dwarsgeplaatste staande eencilinder | Luchtgekoelde, dwarsgeplaatste staande eencilinder | Luchtgekoelde, dwarsgeplaatste staande eencilinder |           |
| Boring                 | 47 mm                                              | 47 mm                                              | 47 mm                                              | 47 mm                                              | 47 mm                                              | 47 mm                                              | 47 mm                                              | 47 mm                                              | 47 mm                                              |           |
| Slag                   | 57 mm                                              | 57 mm                                              | 57 mm                                              | 57 mm                                              | 57 mm                                              | 57 mm                                              | 57 mm                                              | 57 mm                                              | 57 mm                                              |           |
| Cilinderinhoud         | 98,9 cc                                            | 98,9 cc                                            | 98,9 cc                                            | 98,9 cc                                            | 98,9 cc                                            | 98,9 cc                                            | 98,9 cc                                            | 98,9 cc                                            | 98,9 cc                                            |           |
| Carburateur(s)         | Villiers Type 6/0                                  | Villiers Type 6/0                                  | Villiers Type 6/0                                  | Villiers Type 6/0                                  | Villiers Type 6/0                                  | Villiers Type 6/0                                  | Villiers Type 6/0                                  | Villiers Type 6/0                                  | Villiers S12.                                      |           |
| Smeersysteem           | Mengsmering                                        | Mengsmering                                        | Mengsmering                                        | Mengsmering                                        | Mengsmering                                        | Mengsmering                                        | Mengsmering                                        | Mengsmering                                        | Mengsmering                                        |           |
| Primaire aandrijving   | Ketting                                            | Ketting                                            | Ketting                                            | Ketting                                            | Ketting                                            | Ketting                                            | Ketting                                            | Ketting                                            | Ketting                                            |           |
| Versnellingen          | 2                                                  | 2                                                  | 2                                                  | 2                                                  | 2                                                  | 2                                                  | 2                                                  | 2                                                  | 2                                                  |           |
| Secundaire aandrijving | Ketting                                            | Ketting                                            | Ketting                                            | Ketting                                            | Ketting                                            | Ketting                                            | Ketting                                            | Ketting                                            | Ketting                                            |           |
| Rijwielgedeelte        | Enkel wiegframe                                    | Enkel wiegframe                                    | Enkel wiegframe                                    | Enkel wiegframe                                    | Enkel wiegframe                                    | Enkel wiegframe                                    | Enkel wiegframe                                    | Enkel wiegframe                                    | Enkel wiegframe                                    |           |
| Voorvork               | Girder                                             | Girder                                             | Girder                                             | Girder                                             | Girder                                             | Girder                                             | Girder                                             | Telescoopvork                                      | Telescoopvork                                      |           |
| Achtervork             | Star                                               | Star                                               | Star                                               | Star                                               | Star                                               | Star                                               | Star                                               | Plunjervering                                      | Swingarm                                           |           |
| Remmen                 | 4 inch trommelremmen                               | 4 inch trommelremmen                               | 4 inch trommelremmen                               | 4 inch trommelremmen                               | 4 inch trommelremmen                               | 4 inch trommelremmen                               | 4 inch trommelremmen                               | 4 inch trommelrem voor, 5 inch trommelrem achter   | 4 inch trommelrem voor, 5 inch trommelrem achter   |           |
| Tankinhoud             | ca. 7 liter                                        | ca. 7 liter                                        | ca. 7 liter                                        | ca. 7 liter                                        | ca. 7 liter                                        | ca. 7 liter                                        | ca. 7 liter                                        | ca. 9 liter                                        | ca. 10 liter                                       |           |